# Euophrys sanctimatei
Euophrys sanctimatei là một loài nhện trong họ Salticidae.
Loài này thuộc chi Euophrys. Euophrys sanctimatei được Władysław Taczanowski miêu tả năm 1878.